# هبئی ایرلاینز
هبئی ایرلاینز (به انگلیسی: Hebei Airlines) یک شرکت هواپیمایی با کد یاتا NS است که در تاریخ ۲۰۱۰ میلادی تأسیس شده و در تاریخ ۲۹ ژوئن ۲۰۱۰ فعالیتش را آغاز کرده‌است. دفتر مرکزی هبئی ایرلاینز در شیجیاژوانگ، هبئی، جمهوری خلق چین واقع شده‌است و قطب این شرکت هواپیمایی در فرودگاه بین‌المللی شیاژونگ ژنگدینگ قرار دارد و به ۱۷ مقصد، پرواز انجام می‌دهد.